# Luri (llengua)
El luri (لۊری en luri) és una llengua irànica parlada pels luris a l'Àsia Occidental. El luri forma cinc grups lingüístics coneguts com el feyli, el luri central, el dialecte bakhtiari, el dialecte laki i el luri del sud. Aquesta llengua és parlada principalment pels luris feyli, els bakhtiyaris i els luris del sud (Kohgiluyeh i Boyer-Ahmad, Mamasani, Sepidan, Bandar Ganaveh i Deylam) de l'Iran i de més enllà.

## Història
Els dialectes luris són descendents del persa mitjà o pahlavi. Pertanyen al grup pèrsic o de Zagros del sud, i són similars en lèxic al persa modern, però diferents en la fonologia.

## Vocabulari
En comparació amb altres llengües iràniques, el luri ha estat menys influenciat per llengües foranes com l'àrab i les llengües turqueses. Actualment, moltes de les característiques de la llengua irànica antiga es preserven i es poden observar en la gramàtica i el vocabulari del luri. Segons diverses condicions regionals i socio-ecològiques, i a causa de les contínues interrelacions socials amb altres grups ètnics adjacents, especialment els kurds i els perses, diversos dialectes del luri, més enllà de les característiques principals comunes, tenen diferències significatives. Mentre que el dialecte del nord tendeix a tenir més manlleus del kurd, els del sud (com el bakhtiari o el luri del sud) han estat més exposats a la llengua persa.
| Laki       | Luri del sud | Minjai      | Bakhtiari     | Català    | Persa           | Transcripció del persa     |
| ---------- | ------------ | ----------- | ------------- | --------- | --------------- | -------------------------- |
| berd/kıçık | berd/kuçuk   | berd        | berd          | pedra     | سنگ             | sang                       |
| sē         | sē           | sē/sia      | šé/sia        | negre     | سیاه            | siyah                      |
| čem        | tye          | češ         | ti/tye/tye    | ull       | چشم             | čašm                       |
| da/daleke  | da/dey       | da/daleke   | da/daye       | mare      | مادر            | mâdar                      |
| pet        | nuft         | pet         | noft/neft     | nas       | بینی            | bini                       |
| verza      | verza        | verza       | pel           | bou       | گاونر           | gāve nar                   |
| manga      | maga         | maga        | maga          | vaca      | گاو ماده        | gave made                  |
| jejŭle     | cilé/cŭlé    | jejŭ/jejŭle | čŭlé          | Porc espí | تشی             | taši                       |
| agır/awır  | teš          | agır/teš    | taš/agır      | foc       | آتش             | âtash                      |
| bìlam      | bēlum        | bílam       | bēlom         | deixa'm   | به من اجازه بده | be man ejaze bedeh / bezâr |
| kur        | kur          | kur         | kur           | fill/nen  | پسر             | pesar                      |
| dōt        | duwer/dōder  | duxter      | dōder         | filla     | دختر            | doxtar                     |
| piayēl     | piayel       | piaya       | piayel        | homa      | مردها           | mardha                     |
| jenēl      | zenel        | zenia       | zengel/zanyal | dona      | زنها            | zanha                      |
| mezg       | mezg         | mezg        | mezg          | cervell   | مغز             | maghz                      |
| pıšì       | gulŭ         | pıšì/gulŭ   | gulŭ/gurbe    | gat       | گربه            | gorbeh                     |
| gemal      | kutŭ/seg     | gemal/sey   | seg           | gos       | سگ              | sag                        |
| bet        | bet          | bet         | bet           | ànec      | مرغابی          | morghabi                   |